# Danh sách cầu thủ tham dự Cúp bóng đá Đông Á 2017
Đây là danh sách đội hình các đội bóng tham dự Cúp bóng đá Đông Á 2017 ở Tokyo, Nhật Bản. Mỗi đội tuyển phải đăng ký 23 cầu thủ, trong đó có 3 thủ môn.
Tuổi, số trận và bàn thắng được tính đến ngày khai mạc giải đấu, 9 tháng 12 năm 2017.

## Trung Quốc
Huấn luyện viên:  Marcello Lippi

| Số | VT | Cầu thủ                 | Ngày sinh (tuổi)            | Trận | Bàn | Câu lạc bộ           |
| -- | -- | ----------------------- | --------------------------- | ---- | --- | -------------------- |
| 1  | TM | Yan Junling             | 28 tháng 1, 1991 (26 tuổi)  | 6    | 0   | Shanghai SIPG        |
| 12 | TM | Shi Xiaotian            | 6 tháng 3, 1990 (27 tuổi)   | 1    | 0   | Liaoning FC          |
| 23 | TM | Wang Dalei              | 10 tháng 1, 1989 (28 tuổi)  | 24   | 0   | Shandong Luneng      |
|    |    |                         |                             |      |     |                      |
| 2  | HV | Liu Yiming              | 28 tháng 2, 1995 (22 tuổi)  | 0    | 0   | Tianjin Quanjian     |
| 3  | HV | He Guan                 | 25 tháng 1, 1993 (24 tuổi)  | 1    | 0   | Shanghai SIPG        |
| 4  | HV | Fan Xiaodong            | 2 tháng 3, 1987 (30 tuổi)   | 2    | 0   | Changchun Yatai      |
| 6  | HV | Gao Zhunyi              | 21 tháng 8, 1995 (22 tuổi)  | 2    | 0   | Hebei China Fortune  |
| 14 | HV | Fu Huan                 | 12 tháng 7, 1993 (24 tuổi)  | 2    | 0   | Shanghai SIPG        |
| 16 | HV | Zheng Zheng             | 11 tháng 7, 1989 (28 tuổi)  | 11   | 2   | Shandong Luneng      |
| 17 | HV | Li Xuepeng              | 18 tháng 9, 1988 (29 tuổi)  | 25   | 0   | Guangzhou Evergrande |
| 21 | HV | Deng Hanwen             | 8 tháng 1, 1995 (22 tuổi)   | 5    | 2   | Beijing Renhe        |
|    |    |                         |                             |      |     |                      |
| 5  | TV | Liao Lisheng            | 29 tháng 4, 1993 (24 tuổi)  | 4    | 0   | Guangzhou Evergrande |
| 7  | TV | Zhao Xuri (captain)     | 3 tháng 12, 1985 (32 tuổi)  | 72   | 2   | Tianjin Quanjian     |
| 8  | TV | Zhao Yuhao              | 7 tháng 4, 1993             | 1    | 0   | Hebei China Fortune  |
| 10 | TV | Yin Hongbo              | 30 tháng 10, 1989 (28 tuổi) | 7    | 1   | Hebei China Fortune  |
| 11 | TV | Zhang Wenzhao           | 28 tháng 5, 1987 (30 tuổi)  | 4    | 0   | Guangzhou Evergrande |
| 13 | TV | He Chao                 | 19 tháng 4, 1995 (22 tuổi)  | 0    | 0   | Changchun Yatai      |
| 15 | TV | Wu Xi                   | 19 tháng 2, 1989 (28 tuổi)  | 45   | 3   | Jiangsu Suning       |
| 19 | TV | Zheng Long              | 15 tháng 4, 1988 (29 tuổi)  | 10   | 4   | Guangzhou Evergrande |
|    |    |                         |                             |      |     |                      |
| 9  | TĐ | Xiao Zhi                | 28 tháng 5, 1985 (32 tuổi)  | 6    | 2   | Guangzhou R&F        |
| 18 | TĐ | Yang Liyu               | 13 tháng 2, 1997 (20 tuổi)  | 0    | 0   | Tianjin TEDA         |
| 20 | TĐ | Wei Shihao              | 8 tháng 4, 1995 (22 tuổi)   | 0    | 0   | Shanghai SIPG        |
| 22 | TĐ | Yu Dabao (vice-captain) | 17 tháng 4, 1988 (29 tuổi)  | 42   | 15  | Beijing Guoan        |

Sources:

## Nhật Bản
Huấn luyện viên:  Vahid Halilhodžić

| Số | VT | Cầu thủ              | Ngày sinh (tuổi)            | Trận | Bàn | Câu lạc bộ        |
| -- | -- | -------------------- | --------------------------- | ---- | --- | ----------------- |
| 1  | TM | Masaaki Higashiguchi | 12 tháng 5, 1986 (31 tuổi)  | 3    | 0   | Gamba Osaka       |
| 12 | TM | Kōsuke Nakamura      | 27 tháng 2, 1995 (22 tuổi)  | 0    | 0   | Kashiwa Reysol    |
| 23 | TM | Shūichi Gonda        | 3 tháng 3, 1989 (28 tuổi)   | 3    | 0   | Sagan Tosu        |
|    |    |                      |                             |      |     |                   |
| 3  | HV | Gen Shōji (captain)  | 11 tháng 12, 1992 (24 tuổi) | 6    | 0   | Kashima Antlers   |
| 4  | HV | Shōgo Taniguchi      | 15 tháng 7, 1991 (26 tuổi)  | 2    | 0   | Kawasaki Frontale |
| 5  | HV | Shintarō Kurumaya    | 5 tháng 4, 1992 (25 tuổi)   | 1    | 0   | Kawasaki Frontale |
| 6  | HV | Genta Miura          | 1 tháng 3, 1995 (22 tuổi)   | 0    | 0   | Gamba Osaka       |
| 19 | HV | Ryō Hatsuse          | 10 tháng 7, 1997 (20 tuổi)  | 0    | 0   | Gamba Osaka       |
| 20 | HV | Sei Muroya           | 5 tháng 4, 1995 (22 tuổi)   | 0    | 0   | FC Tokyo          |
| 21 | HV | Shūto Yamamoto       | 1 tháng 6, 1985 (32 tuổi)   | 0    | 0   | Kashima Antlers   |
| 22 | HV | Naomichi Ueda        | 24 tháng 10, 1994 (23 tuổi) | 0    | 0   | Kashima Antlers   |
|    |    |                      |                             |      |     |                   |
| 2  | TV | Yōsuke Ideguchi      | 23 tháng 8, 1996 (21 tuổi)  | 7    | 1   | Gamba Osaka       |
| 8  | TV | Yōjiro Takahagi      | 2 tháng 8, 1986 (31 tuổi)   | 2    | 0   | FC Tokyo          |
| 10 | TV | Ryota Oshima         | 23 tháng 1, 1993 (24 tuổi)  | 1    | 0   | Kawasaki Frontale |
| 13 | TV | Shoma Doi            | 21 tháng 5, 1992 (25 tuổi)  | 0    | 0   | Kashima Antlers   |
| 16 | TV | Kento Misao          | 19 tháng 4, 1996 (21 tuổi)  | 0    | 0   | Kashima Antlers   |
| 17 | TV | Yasuyuki Konno       | 25 tháng 1, 1983 (34 tuổi)  | 90   | 4   | Gamba Osaka       |
|    |    |                      |                             |      |     |                   |
| 7  | TĐ | Shū Kurata           | 26 tháng 11, 1988 (29 tuổi) | 6    | 2   | Gamba Osaka       |
| 9  | TĐ | Kengo Kawamata       | 14 tháng 10, 1989 (28 tuổi) | 5    | 1   | Jubilo Iwata      |
| 11 | TĐ | Yu Kobayashi         | 23 tháng 9, 1987 (30 tuổi)  | 8    | 0   | Kawasaki Frontale |
| 14 | TĐ | Jun'ya Itō           | 9 tháng 3, 1993 (24 tuổi)   | 0    | 0   | Kashiwa Reysol    |
| 15 | TĐ | Mū Kanazaki          | 16 tháng 2, 1989 (28 tuổi)  | 10   | 2   | Kashima Antlers   |
| 18 | TĐ | Hiroyuki Abe         | 5 tháng 7, 1989 (28 tuổi)   | 0    | 0   | Kawasaki Frontale |

Sources:

## CHDCND Triều Tiên
Huấn luyện viên:  Jørn Andersen

| Số | VT | Cầu thủ                | Ngày sinh (tuổi)            | Trận | Bàn | Câu lạc bộ        |
| -- | -- | ---------------------- | --------------------------- | ---- | --- | ----------------- |
| 1  | TM | Ri Myong-guk (captain) | 9 tháng 9, 1986 (31 tuổi)   | 93   | 0   | Pyongyang City    |
| 13 | TM | Sin Hyok               | 3 tháng 7, 1992 (25 tuổi)   | 0    | 0   | Kigwancha         |
| 22 | TM | Ri Kwang-il            | 13 tháng 4, 1988 (29 tuổi)  | 6    | 0   | Sobaeksu          |
|    |    |                        |                             |      |     |                   |
| 2  | HV | Sim Hyon-jin           | 1 tháng 1, 1991 (26 tuổi)   | 32   | 1   | April 25          |
| 3  | HV | Jang Kuk-chol          | 16 tháng 2, 1994 (23 tuổi)  | 39   | 3   | Hwaebul           |
| 4  | HV | Pak Myong-song         | 31 tháng 3, 1994 (23 tuổi)  | 15   | 0   | April 25          |
| 6  | HV | Kang Kuk-chol          | 1 tháng 7, 1990 (27 tuổi)   | 34   | 0   | Pyongyang City    |
| 7  | HV | Kim Song-gi            | 23 tháng 10, 1988 (29 tuổi) | 6    | 0   | Machida Zelvia    |
| 15 | HV | Kim Chol-bom           | 16 tháng 7, 1994 (23 tuổi)  | 6    | 0   | April 25          |
| 18 | HV | Ri Yong-chol           | 8 tháng 1, 1991 (26 tuổi)   | 31   | 0   | Hwaebul           |
| 20 | HV | Song Kum-il            | 10 tháng 5, 1994 (23 tuổi)  | 4    | 0   | Rimyongsu         |
|    |    |                        |                             |      |     |                   |
| 5  | TV | Ri Un-chol             | 13 tháng 7, 1995 (22 tuổi)  | 3    | 0   | Sonbong           |
| 8  | TV | Kim Kuk-bom            | 19 tháng 2, 1995 (22 tuổi)  | 10   | 0   | Ryomyong          |
| 9  | TV | Pak Song-chol          | 24 tháng 9, 1987 (30 tuổi)  | 53   | 14  | Rimyongsu         |
| 14 | TV | Kang Kuk-chol II       | 29 tháng 9, 1999 (18 tuổi)  | 5    | 0   | Ryomyong          |
| 16 | TV | Ri Yong-jik            | 8 tháng 2, 1991 (26 tuổi)   | 11   | 1   | Kamatamare Sanuki |
| 17 | TV | Myong Cha-hyon         | 20 tháng 3, 1990 (27 tuổi)  | 11   | 3   | April 25          |
| 19 | TV | Choe Ju-song           | 27 tháng 1, 1996 (21 tuổi)  | 3    | 0   | Amrokkang         |
| 21 | TV | Yun Il-gwang           | 1 tháng 4, 1993 (24 tuổi)   | 4    | 0   | April 25          |
|    |    |                        |                             |      |     |                   |
| 10 | TĐ | An Byong-jun           | 22 tháng 5, 1990 (27 tuổi)  | 8    | 0   | Roasso Kumamoto   |
| 11 | TĐ | Jong Il-gwan           | 30 tháng 10, 1992 (25 tuổi) | 53   | 15  | FC Luzern         |
| 12 | TĐ | Jang Ok-chol           | 14 tháng 1, 1994 (23 tuổi)  | 0    | 0   | Kigwancha         |
| 23 | TĐ | Kim Yu-song            | 24 tháng 1, 1995 (22 tuổi)  | 10   | 7   | April 25          |

Sources:

## Hàn Quốc
Huấn luyện viên: Shin Tae-yong

| Số | VT | Cầu thủ                 | Ngày sinh (tuổi)            | Trận | Bàn | Câu lạc bộ              |
| -- | -- | ----------------------- | --------------------------- | ---- | --- | ----------------------- |
| 1  | TM | Kim Jin-hyeon           | 6 tháng 7, 1987 (30 tuổi)   | 13   | 0   | Cerezo Osaka            |
| 21 | TM | Cho Hyun-woo            | 25 tháng 9, 1991 (26 tuổi)  | 1    | 0   | Daegu FC                |
| 23 | TM | Kim Dong-jun            | 19 tháng 12, 1994 (22 tuổi) | 0    | 0   | Seongnam FC             |
|    |    |                         |                             |      |     |                         |
| 2  | HV | Choi Chul-soon          | 18 tháng 2, 1987 (30 tuổi)  | 8    | 0   | Jeonbuk Hyundai Motors  |
| 3  | HV | Kim Jin-su              | 13 tháng 6, 1992 (25 tuổi)  | 28   | 0   | Jeonbuk Hyundai Motors  |
| 4  | HV | Jung Seung-hyun         | 3 tháng 4, 1994 (23 tuổi)   | 0    | 0   | Sagan Tosu              |
| 5  | HV | Kwon Kyung-won          | 31 tháng 1, 1992 (25 tuổi)  | 2    | 1   | Tianjin Quanjian        |
| 6  | HV | Yun Young-sun           | 4 tháng 10, 1988 (29 tuổi)  | 1    | 0   | Sangju Sangmu           |
| 12 | HV | Kim Min-woo             | 25 tháng 2, 1990 (27 tuổi)  | 13   | 1   | Suwon Samsung Bluewings |
| 14 | HV | Go Yo-han               | 10 tháng 3, 1988 (29 tuổi)  | 13   | 0   | FC Seoul                |
| 20 | HV | Jang Hyun-soo (captain) | 28 tháng 9, 1991 (26 tuổi)  | 42   | 3   | FC Tokyo                |
|    |    |                         |                             |      |     |                         |
| 7  | TV | Yun Il-lok              | 7 tháng 3, 1992 (25 tuổi)   | 8    | 1   | FC Seoul                |
| 8  | TV | Lee Myung-joo           | 24 tháng 4, 1990 (27 tuổi)  | 15   | 1   | FC Seoul                |
| 11 | TV | Lee Keun-ho             | 11 tháng 4, 1985 (32 tuổi)  | 80   | 19  | Gangwon FC              |
| 13 | TV | Ju Se-jong              | 30 tháng 10, 1990 (27 tuổi) | 6    | 1   | FC Seoul                |
| 15 | TV | Lee Chang-min           | 20 tháng 1, 1994 (23 tuổi)  | 1    | 0   | Jeju United             |
| 16 | TV | Jung Woo-young          | 14 tháng 12, 1989 (27 tuổi) | 19   | 0   | Chongqing Lifan         |
| 17 | TV | Lee Jae-sung            | 10 tháng 8, 1992 (25 tuổi)  | 24   | 4   | Jeonbuk Hyundai Motors  |
| 19 | TV | Yeom Ki-hun             | 30 tháng 3, 1983 (34 tuổi)  | 54   | 4   | Suwon Samsung Bluewings |
| 22 | TV | Kim Sung-joon           | 8 tháng 4, 1988 (29 tuổi)   | 0    | 0   | Seongnam FC             |
|    |    |                         |                             |      |     |                         |
| 9  | TĐ | Kim Shin-wook           | 14 tháng 4, 1988 (29 tuổi)  | 38   | 3   | Jeonbuk Hyundai Motors  |
| 10 | TĐ | Lee Jeong-hyeop         | 24 tháng 6, 1991 (26 tuổi)  | 19   | 5   | Busan IPark             |
| 18 | TĐ | Jin Seong-uk            | 16 tháng 11, 1993 (24 tuổi) | 0    | 0   | Jeju United             |

Source: